# ヤンバルアオヤギバナ

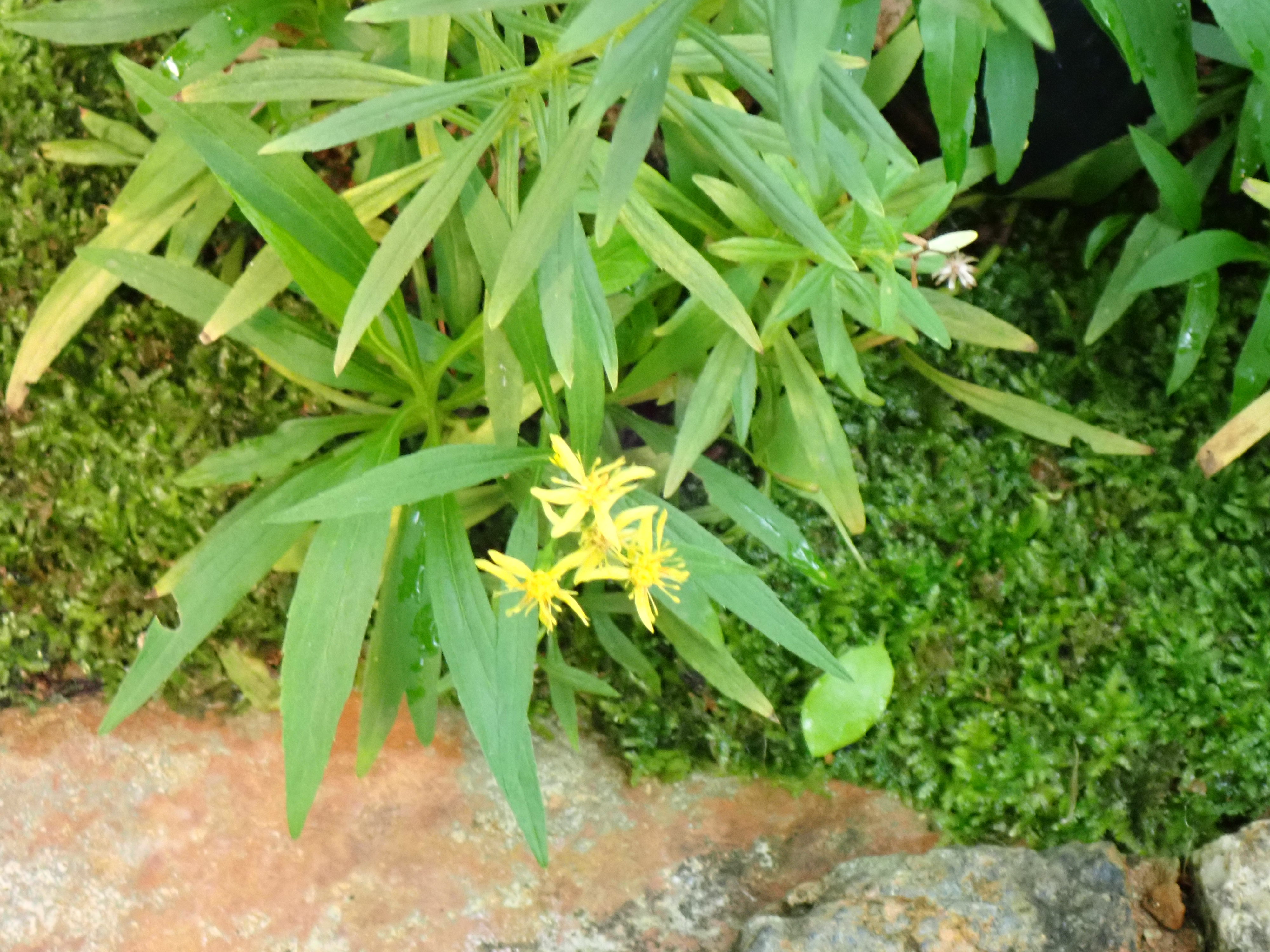
室内植栽（沖縄県本部町 熱帯ドリームセンター）

ヤンバルアオヤギバナ（学名：Solidago yambaruensis）はキク科アキノキリンソウ属の多年生草本、渓流植物。環境省絶滅危惧IA類（CR）、沖縄県絶滅危惧IA類。

## 特徴
高さ20–50 cm。根生葉は披針形で長さ4–7 cm、花時には消失する。茎葉は互生し、線状披針形。頭状花序は茎の先に集まってつき、黄色で径1.5 cmの舌状花と管状花からなる花をつける。痩果は長さ3.5 mm、冠毛は長さ4–5 mm。果実は冠毛をもつが、果実表面は無毛。類似するアオヤギバナは果実表面が有毛である等、形態に違いがある。

## 分布と生育環境
沖縄本島北部のヤンバル地域（国頭村、東村、大宜味村）に分布。本州（主に宮城、山形県以南）～九州に分布するアオヤギバナS. yokusaianaと同様に渓流に生育し、外見が似ることから、従来は隔離分布する同種とされていたが、栽培試験による形態の精査と遺伝子分析により、アオヤギバナとは直接の血縁関係になく、沖縄本島で独自に進化した固有種であることが明らかになり、新種として命名された。